# 올리브 번
올리브 번(영어: Olive Byrne, 1904년 2월 19일 ~ 1990년 5월 19일)은 미국의 작가이자, 윌리엄 몰턴 마스턴의 파트너이다. 원더우먼의 영감이 되었다고 한다. 원더우먼의 팔찌는 그가 항상 하고 있던 팔찌에서 영감을 받았다고 윌리엄 몰턴 마스턴이 그에게 직접 밝힌 바 있다. 마스턴의 연인이었으며 그의 아내였던 엘리자베스 홀러웨이 마스턴도 둘의 관계를 알고 있었다. 엘리자베스는 당시 마스턴에게 "당신의 연인을 인정해줄테니 내가 직업을 갖는 걸 지지하세요"라고 하며 두 사람의 관계를 인정했다. 세 사람은 네 명의 아이 (엘리자베스의 아이 둘과 올리브 번의 아이 둘)을 함께 부양했다. 네 아이의 양육은 주로 엘리자베스의 수입을 기반으로 이루어졌고, 집안에서의 보살핌은 올리브 번이 맡았다. 올리브 번과 엘리자베스 홀러웨이 마스턴은 1947년에 윌리엄 몰턴 마스턴이 사망한 후에도 1990년에 올리브 번이 사망할 때까지 함께 살았다. 번의 어머니는 마거릿 생어의 동생으로서 그녀와 같이 산아 제한을 주장했던 여성주의자 에설 번이다.